# Terje Mærli
Terje Mærli, född den 24 december 1940 i Oslo, är en norsk teaterregissör och dramatiker.

## Biografi
Mærli var 1970–1976 regissör vid Oslo Nye Teater, 1976–1986 vid Fjernsynsteatret, och därefter frilans. Han har skrivit komedin Middagsgjesten, uppförd på Oslo Nye Teater 1974, och Orestes kommer, uppförd på Centralteatret 1976, och därutöver en rad bearbetningar för scen och tv. Bland hans tv-filmatiseringar märks särskilt Grenseland (1979), baserad på Sigurd Evensmos romaner, Du kan da ikke bare gå, efter Margaret Johansens roman, som vann Amandapriset som bästa tv-film 1986, Jens Bjørneboes Fugleelskerne (1989) och kriminalserien Aksjemordet 1990.
Av hans scenuppsättningar märks särskilt Henrik Ibsens Peer Gynt (1985) och Vildanden (1995), båda vid Trøndelag Teater, samt Shakespeares Hamlet vid Den Nationale Scene (1987) och David Edgars Speer vid Nationaltheatret (2005). Mærli har dessutom regisserat över tjugo Ibsen-uppsättningar i bland annat Norge, Sverige, Danmark, Tyskland och Japan. Han var chef för Trøndelag Teater mellan 1992 och 1997.

## Teater

### Regi (ej komplett)
| År   | Produktion   | Upphovsmän                               | Teater            |
| ---- | ------------ | ---------------------------------------- | ----------------- |
| 1992 | Hedda Gabler | Henrik Ibsen Översättning Klas Östergren | Örebro länsteater |